# McDonnell Douglas Bird of Prey
Der Bird of Prey (Raubvogel) war ein Experimentalflugzeug der Firma McDonnell Douglas (seit 1997: Boeing) für die US-Luftwaffe. Die Entwicklung kostete 67 Millionen US-$ und begann im Jahr 1992. Von 1996 bis 1999 wurden insgesamt 38 Testflüge absolviert. Die Maschine wurde als Auftriebskörper konstruiert, der aus nur einem Teil Verbundmaterial bestand. Die konstruktive Auslegung besaß Tarnkappen-Eigenschaften, die durch die äußere Gestalt, die Materialien und einen vollkommen neuen Lufteinlauf verwirklicht wurden. Das Flugzeug wurde nur zu Technikdemonstrationen und Studien entwickelt. 

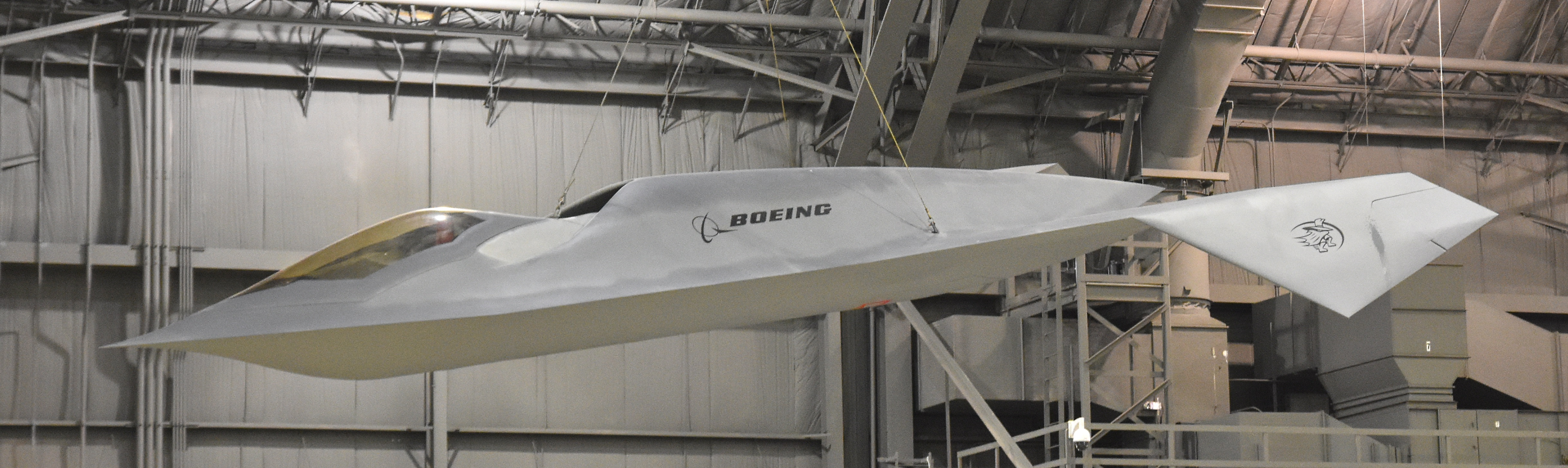
Boeing 'Bird of Prey' im 'National Museum of the United States Air Force'

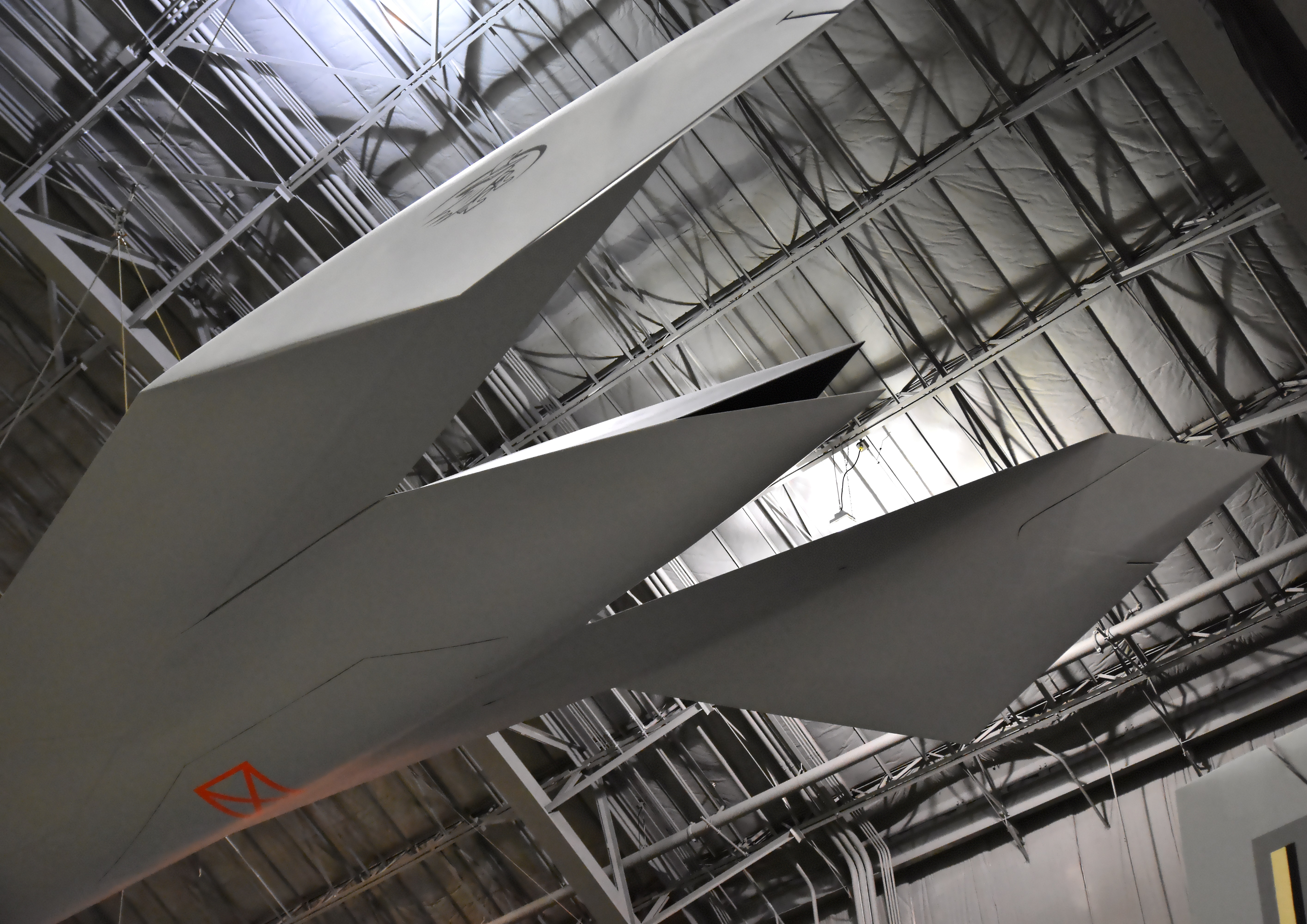
Boeing 'Bird of Prey' - Triebwerks Auslass

## Technische Daten
- Spannweite: 7,01 m
- Länge: 13,32 m
- Triebwerk: 1 Pratt & Whitney JT15D-5 zu 14,2 kN
- Gewicht: 3.360 kg
- Höchstgeschwindigkeit: 480 km/h
- Dienstgipfelhöhe: 6.100 m
- Besatzung: 1 Pilot